# CN120-25
Le CN120-25, appelé également G1 est un canon antichar de 120 mm à âme lisse conçu par l'EFAB de Bourges à la fin des années 1970. Il a été conçu de manière à pouvoir être interchangeable avec le canon CN 105 F1 de l'AMX-30, il a été proposé sur des chars de combat étrangers comme le T-62 et l'EE-T2 Osório ainsi que sur les chars de combat français AMX-32 et AMX-40, également destinés au marché étranger.

## Munitions
La gamme de munitions françaises au standard OTAN commercialisée durant les années 1980 comprenait :
- OFL 120 G1 : un obus-flèche dont la flèche en alliage de tungstène de 3,8 kg est extrapolée de l'OFL 105 F1 de 105 mm. Cette munition possède une vitesse initiale comprise entre 1 650 m/s et 1 680 m/s et est capable de perforer une épaisseur de 420 mm[2] d'acier à blindage à 1 000 m ainsi la cible OTAN simple char lourd jusqu'à 8 000 m. La portée pratique de l'OFL 120 G1 est de 2 400 m.
- OCC 120 G1 : un obus à charge creuse empenné de 13,5 kg,  possède une vitesse initiale comprise entre 1 050 m/s et 1 100 m/s.
- OXFL 120 : un obus-flèche d'entraînement à portée réduite, fabriqué en acier, il possède une vitesse initiale de 1 800 m/s.

## Autres caractéristiques techniques
- Pression maximale admissible en chambre : 630 MPa[3]
- Pression lors du tir d'un obus-flèche : 416 MPa
- Pression lors du tir d'un obus à charge creuse : 315 MPa
- Effort de recul aux tourillons lors du tir d'un obus-flèche : 365 kN (poudre à 51°C)
- Effort de recul aux tourillons lors du tir d'un obus à charge creuse : 275 kN (poudre à 51°C)